# Hartswood Films
Hartswood Films est une société de production de télévision britannique, créée et dirigée par la productrice Beryl Vertue. La société est connue pour avoir produit des sitcoms britanniques, comme Men Behaving Badly, Is It Legal? ou Six Sexy (Coupling, créée par Steven Moffat, le beau-frère de Beryl Vertue, époux de sa sœur Sue). Ils ont aussi produit la série Jekyll et des documentaires.
En 2009, Hartswood a ouvert une branche à Cardiff, qui travaille avec BBC Wales au sein du « drama village » de Cardiff Bay. La première série basée au pays de Galles que la société produit est la série Sherlock, créée par Steven Moffat et Mark Gatiss.